# Sri Indriyani
Sri Indriyani, née le 12 novembre 1978 à Solo (Java, Indonésie), est une ancienne haltérophile indonésienne. Elle est médaillée de bronze aux Jeux de 2000.

## Carrière
Lors des Jeux de 2000, Indriyani remporte la médaille de bronze en poids coq en soulevant 182,5 kg, derrière l'Américaine Tara Nott et sa compatriote Raema Lisa Rumbewas.

## Palmarès

### Jeux olympiques
- Jeux olympiques d'été de 2000 à Sydney ( Australie) :
  -  médaille de bronze en poids coq

### Championnats du monde
- Championnats du monde d'haltérophilie 1999 au Pirée ( Grèce) :
  -  médaille d'argent en poids coq
- Championnats du monde d'haltérophilie 1997 à Chiang Mai ( Thaïlande) :
  -  médaille de bronze en poids coq